# Alexander-Émile Béguyer de Chancourtois
Alexandre-Émile Béguyer de Chancourtois (París 20 de gener de 1820- París 14 de novembre de 1886) va ser un geòleg i mineralòleg francès que va ser el primer a classificar els elements químics segons la seva massa atòmica l'any 1862.
Malgrat la importància delseu descobriment va restar poc conegut pels químics, ja que ell utilitza la terminologia de la geologia i va ser la taula periòdica proposada per Mendeleiev i publicada l'any 1869 la que seria seguida.
Alexander va prendre part en nombroses expedicions geològiques a Hogria, Armènia i Turquia tornà a frança el 1848 on treballà per a reunir una col·lecció de minerals per al govern francès. Va ser professor de geologia a l'École nationale supérieure des mines de Paris. El 1867, va ser condecorat amb la Légion d'honneur per Napoleó III. De 1868 a 1875, va ser l'adjunt d'Elie de Beaumont qui dirigia oficialment el Servei del mapa geològic de França. Com inspector general de mines des de 1880 fins a la seva mort va introduir les regles de seguretat per prevenir les explosions per metà que eren freqüents en aquella època 

## Organització dels elements
El 1862, un any abans que John Alexander Reina Newlands publiqué la seva classificació dels elements, de Chancourtois elaborà un sistema original d'organització que funcionava perfectament. La seva proposta de classificació es basava en els nous valors de les masses atòmiques obtingudes per Stanislao Cannizzaro el 1858. De Chancourtois va idear un gràfic en espiral sobre un cilindre que ell va anomenar vis tellurique (hèlix telúrica), perquè l'element central del gràfic era el tel·luri. Ordenà els elements per l'ordre creixent de massa atòmica, els elements similars estaven alineats verticalment.
Va emetre la hipòtesi que « les propietats dels elements són les dels nombres » va ser el primer a observar la periodicitat dels elements quan es classifiquen en funció de la seva massa atòmica. Presenta un article a l'Académie des sciences, la qual la publicà en els seus Comptes-rendus. El diagrama original de Chancourtois no va aparèixer publicat i d'aquesta manera la comprensió del text escrit resultava força difícil a més d'utilitzar la terminologia de la geologia que no es corresponia amb la dels químics.